# Wendell Meredith Stanley
Wendell Meredith Stanley (Ridgeville, 16 de agosto de 1904 — Salamanca, 15 de junho de 1971) foi um bioquímico e virologista estadunidense, pesquisador em proteínas.
Casou em 15 de junho de 1929 com sua colaboradora Marian Staples.
Wendel Stanley entrou para o Earlham College, em Richmond, Indiana, aos 16 anos e graduou-se na Universidade de Illinois, em Urbana (1926-1929). Titulou-se em Ciência em 1927 e alcançou Ph.D. em Química em 1929. Manteve-se em Illinois como pesquisador associado e, posteriormente, como instrutor até deixar o cargo, no final de 1930, para fazer pesquisa em Munique como Amigo do Conselho Nacional de Pesquisa. Ali trabalhou com Heinrich Wieland até o final de 1931, quando retornou aos Estados Unidos para assumir o cargo de Assistente do Instituto de Governo Rockefeller em Nova Iorque. Assim permaneceu até 1948, tornando-se Membro Associado em 1937 e Membro em 1940. Em 1948 foi indicado como professor de Bioquímica e diretor do Laboratório de Vírus na Universidade da Califórnia. Entre 1948 e 1953 foi presidente do Departamento de Bioquímica, e em 1958 tornou-se professor de Virologia e presidente do Departamento.
Autor de Viruses and the Nature of Life, recebeu o Nobel de Química de 1946, juntamente com John Howard Northrop, pelo trabalho de preparação de enzimas e proteínas de vírus na forma pura. O outro agraciado foi o americano da Universidade Cornell, James Batcheller Sumner, pela descoberta da cristalização das enzimas.
Stanley foi responsável por trabalhos importantes sobre "lepracidal compounds, diphenyl stereochemistry and the chemistry of the sterols". Suas pesquisas sobre vírus causadores da doença mosaica nas plantas do tabaco levaram ao isolamento da proteína nucléica que destaca a atividade do vírus do mosaico do tabaco. O vírus parecia agir como um químico inanimado, mas apresentou evidências de ser um organismo vivo e em crescimento.
Seu mais recente trabalho em preparação e investigação dos vírus influenza e similares, encaminhou ao desenvolvimento da vacina do influenza, do tipo centrífuga.
Ele é uma autoridade mundialmente reconhecida em vírus e, como tal, escreveu mais de 150 artigos sobre o assunto, além de contribuir com capítulos em vários livros.
Professor Stanley também foi premiado pela Associação Americana para o Avanço da Ciência em 1937. Entre outras honrarias e prêmios incluem-se a Rosenberger Medal (Universidade de Chicago), Alder Prize (Harvard) e Scott Award (cidade de Filadélfia), 1938; medalha de ouro do Instituto Americano de Nova Iorque, 1941; Copernican Citation, 1943; Nichols Medal (Sociedade Americana de Química), 1946; Prêmio Willard Gibbs (Sociedade Americana de Química) 1947; Medalha Franklin e Certificado Presidencial de Mérito, 1948; o Prêmio de Medicina Moderna, 1958; e a Medalha da Sociedade Americana de Câncer por Distinto Serviço em Controle de Câncer, 1963. Ele também foi premiado honorariamente como Doutor em Ciências por muitas universidades e faculdades, incluindo Earlham, Harvard, Yale (1938), Princeton (1947) e Illinois (1959), como Doutor em Direito da Universidade da Califórnia (1946) e Indiana (1951), O Seminário Judeu de Teologia da América (1953) e Mills College (1960) e, ainda, Doutor, honoris causa, pela Universidade de Paris (1947).